# جاری سیلانپا
یاری سیلّانپَه (به انگلیسی: Jari Sillanpää) (زاده ۱۶ اوت ۱۹۶۵) خواننده سوئدی-فنلاندی است.
او در مسابقه آواز یوروویژن ۲۰۰۴ نماینده فنلاند بود.